# AlpInvest Partners

AlpInvest Partners

AlpInvest Partners is een private-equityfirma en is sinds januari 2011 in handen van de Amerikaanse Carlyle Group.
In 2008 was AlpInvest een van de grootste private-equityfirma's ter wereld met een beleggingskapitaal van meer dan € 40 miljard. Er werkten ongeveer 120 mensen. Het hoofdkantoor van AlpInvest bevindt zich in Amsterdam, met daarnaast kantoren in onder andere New York en Hongkong.

## Historie

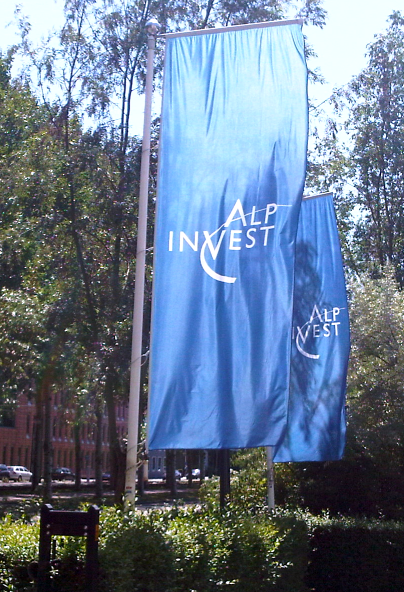
Het kantoor van AlpInvest in Amsterdam

De participatiemaatschappij ontstond in 1991 na de fusie van de door de staat opgerichte Maatschappij voor industriële projecten (MIP) en de ABN Participatiemaatschappij (APM). AlpInvest was toen voor 49% eigendom van ABN Amro, voor 30% in handen van de overheid en het pensioenfonds PGGM had 11% van de aandelen. In 1994 had het bedrijf 105 deelnemingen. Op een totaal geïnvesteerd vermogen van 427 miljoen gulden werd een winst van 50 miljoen gulden behaald.
AlpInvest had ambitieuze groeiplannen buiten Nederland. In verband daarmee zocht het bedrijf de beurs op en verder wilden de belangrijkste aandeelhouders hun belang verzilveren. Op 11 juni 1996 verkocht de Nederlandse staat 10 miljoen aandelen voor een totaal bedrag van circa 300 miljoen gulden. ABN Amro verkocht ook 7 miljoen aandelen waardoor iets meer dan de helft van de aandelen AlpInvest op de beurs werden verhandeld. Het belang van de ABN Amro in AlpInvest daalde naar ongeveer 30%.

#### Overname NIB
Eind 1999 deed het Belgische Gimv een bod van € 745 miljoen op Alpinvest. Als de bedrijven samengaan ontstaat een combinatie met € 2,3 miljard (5 miljard gulden) aan investeringen. Alpinvest is gespecialiseerd in zogenoemde buy-outs. Bij zulke transacties verkopen de pioniers hun innovatieve bedrijven, meestal aan een groep managers, die een beursgang moeten voorbereiden. Gimv is vooral sterk in het klassieke venture capital, de even riskante als potentieel zeer winstgevende financiering van startende ondernemingen.
Gimv werd afgetroefd door een hoger bod van NIB Capital. Gimv, die vijf maanden met Alpinvest onderhandeld had over een fusie, was hoogst verbaasd. Marc Gedopt, de bestuurder van NIB Capital, verklaarde dat ze al in gesprek waren met Alpinvest sinds september 1999. Toen Gimv de plannen met Alpinvest bekendmaakte was NIB Capital om interne redenen nog niet klaar voor een fusie. Gedopt poogde nog tot een fusie van drie partijen te komen, maar toen dit mislukte kwam hij met een hoger tegenbod. Alpinvest werd ook overgehaald voor het bod van NIB Capital te stemmen omdat de pensioenfondsen ABP en PGGM, de aandeelhouders van NIB Capital, beloofden € 5 miljard te investeren via Alpinvest met de intentie dit te laten uitgroeien tot € 11 miljard drie jaar later.
In 2000 werd Alpinvest overgenomen door NIB Capital, waarvan ABP en PGGM beide voor 50% aandeelhouder waren. De private equity activiteiten van Alpinvest werden gebundeld met die van NIB Capital, dat samen ging verder als NIB Capital Private Equity NV. Drie jaar later werd de bank verkocht aan JC Flowers, maar ABP en PGGM wilden de private equity tak behouden. Er moest een nieuwe naam komen en het werd, weer, AlpInvest, maar nu met een hoofdletter I.
De bestuurders van AlpInvest verdienden over 2007 € 154 miljoen, inclusief een bonus van ruim € 112 miljoen (2006: bonus € 6,5 miljoen). Volgens ABP en PFZW zijn zulke bonussen redelijk want 'zonder bonus geen prestatie'. Na kritiek op de hoge bonus noemden de pensioenfondsen de beloning van AlpInvest 'beduidend lager' dan wat er in de internationale private-equitymarkt wordt gerekend. Andere private-equityfondsen zijn echter niet gelieerd aan kapitaalkrachtige organisaties en zijn dus niet verzekerd van investeerders, in die zin lopen de bestuurders van AlpInvest een zeer beperkt risico.
In 2008 publiceerde AlpInvest voor het eerst in zijn bestaan een uitgebreid jaarverslag. Hieruit bleek dat de kredietcrisis had geleid tot een verlies van 25% op het door AlpInvest beheerde vermogen. Het gemiddelde rendement sinds de oprichting van AlpInvest viel in één keer terug van 15,6% naar 9,2%. De bonus van de directie over 2008 bedroeg toch € 20 miljoen.

#### Overname door The Carlyle Group

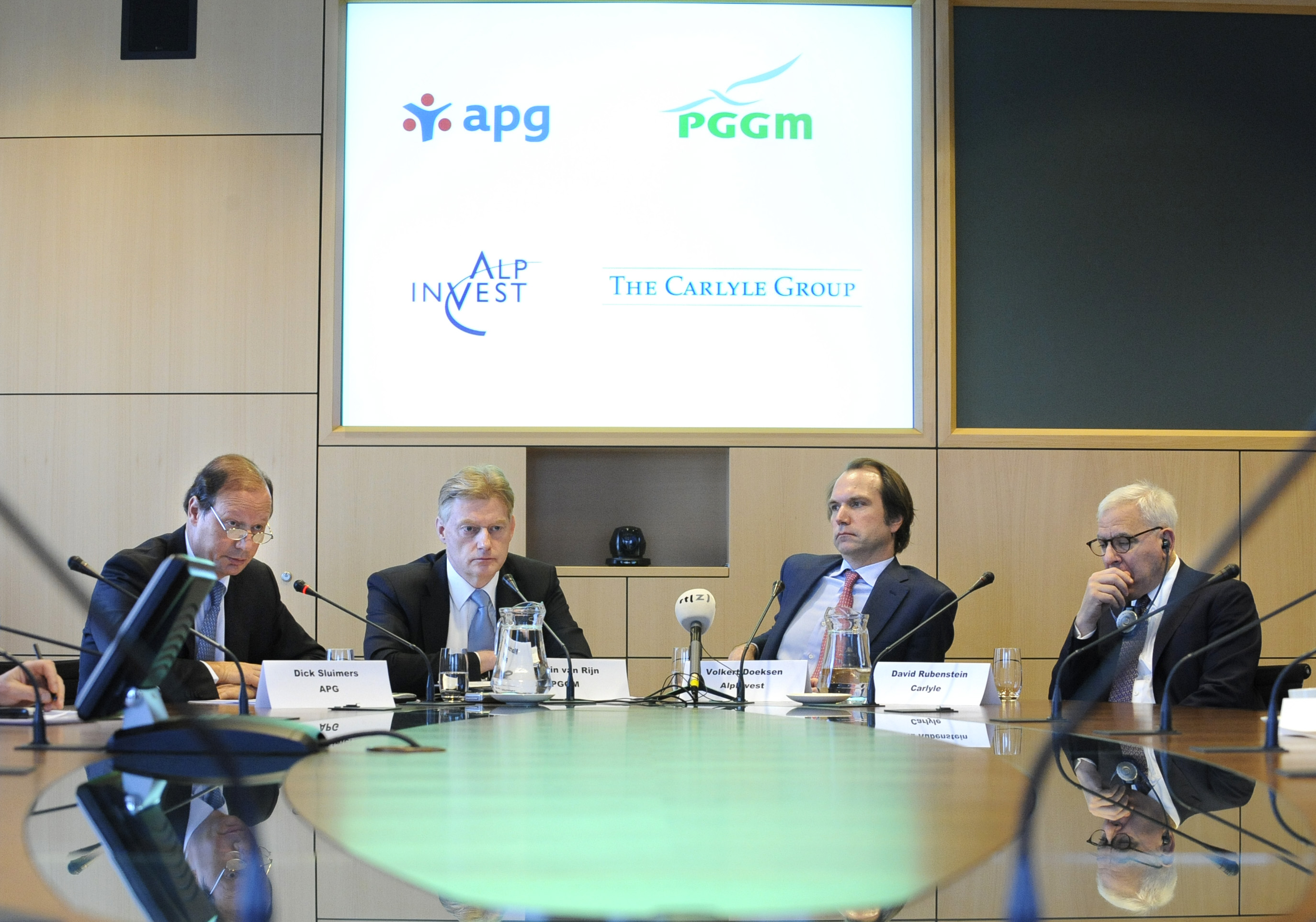
ABP en PFZW verkopen AlpInvest aan The Carlyle Group

Begin 2010 maakten APG en PGGM bekend AlpInvest Partners te gaan verkopen aan het Amerikaanse private-equityhuis The Carlyle Group en het management van AlpInvest. APB en PGGM vreesden voor reputatieschade omdat de partners van AlpInvest in 2007 nog € 150 miljoen onder elkaar verdeelden, en van Carlyle mochten ze bovendien een belang van liefst 40% in de miljardenbelegger aanhouden. APG en PGGM blijven de belangrijkste klanten van AlpInvest. AlpInvest is op haar werkterrein een van de grootste beleggers ter wereld met een beheerd vermogen van € 32,2 miljard. De oud-aandeelhouders beloofden voor de periode 2011-2015 aanvullende beleggingsmandaten te verstrekken met een waarde van € 10 miljard. In 2013 nam Carlyle het aandelenbelang van de bestuurders over en werd de enige aandeelhouder.

## Activiteiten

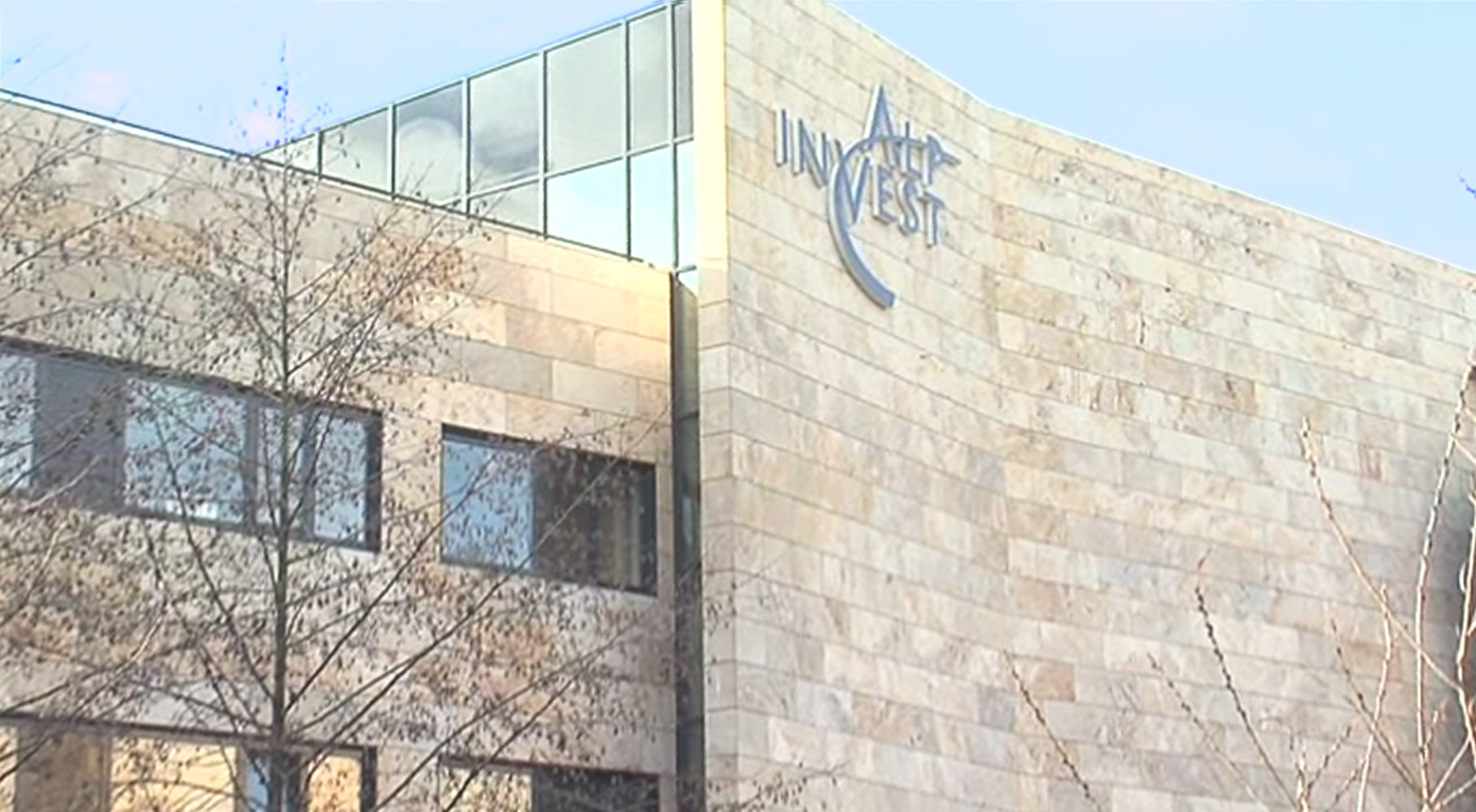
Het hoofdkantoor van AlpInvest bevindt zich in Amsterdam

Private equity firma's zijn private investeerders, ze verstrekken leningen aan bedrijven. Private investeerders nemen vaak wat grotere risico's dan banken, en de rente die een lener betaalt is meestal ook hoger. Vaak eisen private investeerders ook zeggenschap in het bedrijf van de lener. De private-equityfirma verdient aan de rente die een bedrijf betaalt over de lening en door het bedrijf te saneren en vervolgens (meestal in delen) te verkopen. AlpInvest investeert wereldwijd maar heeft zich tot nu toe vooral gericht op Europa, Azië en de Verenigde Staten.
AlpInvest houdt zich bezig met vrijwel elke vorm van private investering:
- Leveraged buyouts
- Durfkapitaal
- Groeikapitaal
- Mezzanine leningen
- Distressed securities (aankoop van bedrijven of aandelen van bedrijven die financiële problemen hebben)

De belangrijkste investeringsstrategieën die AlpInvest gebruikt zijn:
- Primaire fondsinvesteringen: investeringen in fondsen van andere private equity huizen
- Secundaire fondsinvesteringen: overname van investeringen van een andere investeerder
- Co-investering: mede-investering in een bedrijf wanneer de transactie te groot is voor een private equity investeerder;
- Mezzanine leningen: verstrekken van risicovolle achtergestelde leningen

Meest gebruikelijk zijn tot nu toe de fund-of-funds en de co-investering. Bij co-investering treedt AlpInvest vaak op als commanditaire vennoot, hiermee verkrijgt AlpInvest enige zeggenschap over het bedrijf. AlpInvest werkt onder andere samen met de equityfirma's Kohlberg Kravis Roberts, Blackstone Group, Providence Equity Partners en TPG Capital.

### Investeringen in Nederlandse bedrijven
AlpInvest was of is nog betrokken als investeerder bij de volgende Nederlandse bedrijven, deze lijst is niet compleet:
- Hans Anders
- Delft Instruments
- Getronics
- Internatio-Müller
- Maxeda
- NXP Semiconductors
- Wavin